# Ibn al-Jawzi
ʾAbd al-Raḥmān ibn ʾAlī ibn Muḥammad più noto come Ibn al-Jawzī (in arabo ﺍﺑﻦ ﺍﻟﺠﻮﺯﻱ‎?; Baghdad, 1126 – 1201) è stato un giurista, teologo e storico arabo, influenzò studiosi quali ʿAbd al-Ghanī al-Maqdisī, Sibt ibn al-Jawzi, Muwaffaq al-Dīn b. Qudāma al-Maqdisī, Diyāʾ al-Dīn al-Maqdisī..
Abū l-Faraj ibn al-Jawzī discendeva da un'illustre famiglia che poteva vantare come suo antenato il primo Califfo della storia islamica, attraverso suo figlio Muḥammad. Appartenne alla scuola giuridica sunnita del Hanbalismo ed ebbe tra i suoi ispiratori l'hanbalita Ibn ʿAqīl, che peraltro criticò per alcuni aspetti del suo pensiero.

## Biografia
Noto giurista, [[]tafsir|esegeta coranico]], celeberrimo predicatore e autore prolifico, Ibn al-Jawzī avviò la sua carriera in giovane età quando, a dieci anni, tenne una khuṭba assai apprezzata, alla presenza di un uditorio di 50.000 persone. Le sue opere di teologia vennero a loro volta criticate da alcuni studiosi hanbaliti, come Ibn Qudāma.
Operò sotto quattro diversi califfi: al-Muqtafi, al-Mustanjid, al-Mustaḍiʾ (grazie al suo visir hanbalita Ibn Hubayra, da cui fu fortemente influenzato) e al-Nāṣir, la cui politica simpatizzante per lo sciismo provocò il suo esilio per 5 anni a Wāsiṭ, dal quale rientrò due anni prima della morte.

## Teologia
Ibn al-Jawzī studiò sotto la guida di Ibn al-Zāghūnī e del Qādī Abū Yaʿlā ma non evitò di criticare certi loro argomenti che, a suo dire, lasciavano troppo spazio ai cosiddetti mujassima, che propendevano per una lettura in chiave antropomorfista degli "attributi" (ṣifāt) divini, malgrado l'Hanbalismo evitasse con cura il ricorso alla loro interpretazione allegorica. Ibn al-Jawzī credeva che l'Imām Ahmad b. Hanbal stesso disapprovasse una tale lettura tanto letteralista del Testo Sacro islamico da diventare blasfema.
La principale opera in proposito di Ibn al-Jawzī è il Kitāb dafʿ shuba al-tashbīh bi-akaf al-tanzīh (in arabo كتاب دفع شبه التشبيه بأكف التنزيه ‎?).

### Dio non è dentro né fuori dall'Universo
Ibn al-Jawzī afferma nel suo al-Ṣifat, che Allah non esiste nel mondo né al di fuori di esso. Per lui, "essere dentro o fuori dal mondo sarebbe concomitante con le cose collocate nello spazio", vale a dire che ciò che è fuori dal mondo o dentro esso deve essere in uno spazio e, secondo lui, ciò non è applicabile ad Allah.

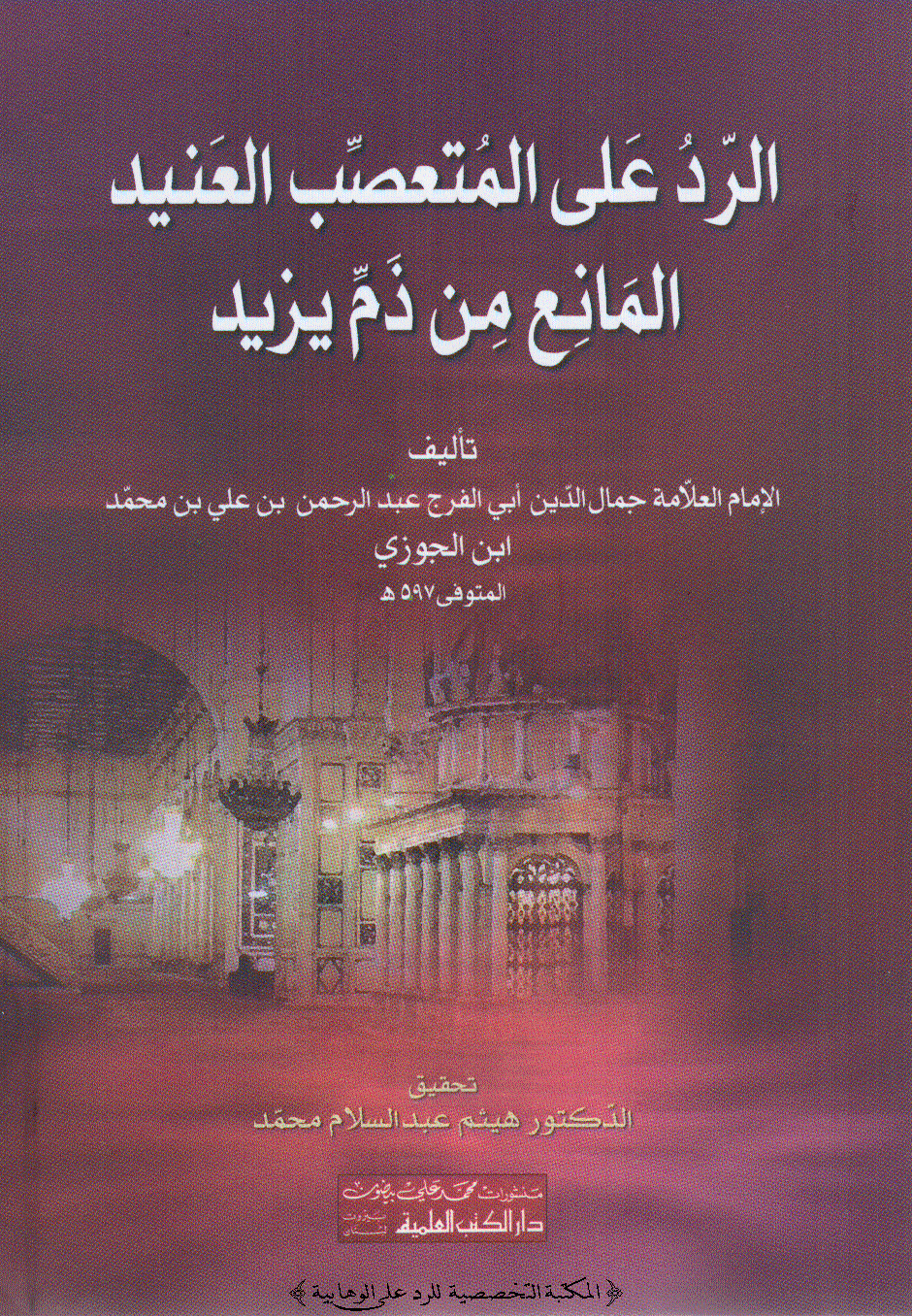
Copertina dell'al-Radd ʿalā al-Mutaʿassib al-ʿAnīd, pubblicato dalla Dār al-Kutūb al-ʿilmiyyah.

## Opere
Oltre a libri di diritto, di teologia e di storia, Ibn al-Jawzī ha scritto anche di medicina.
Delle centinaia di opere se ne possono ricordare solo alcune, tra cui il noto Muntaẓam taʾrīkh al-mulūk wa l-umam, che costituisce una storia aggiornata del Califfato: 
- Le grandi raccolte delle tradizioni falsificate (in arabo الموضوعات الكبرى‎?, al-Mawḍūʿāt al-kubrā)
- Kitāb akhbār al-ṣifat[7]
- Ṣafwat al-ṣafwa, in 5 parti, sintesi della Hilyat al-Awliyāʾ di Abū Nuʿaym al-Iṣfahānī.